# Inno delle nazioni

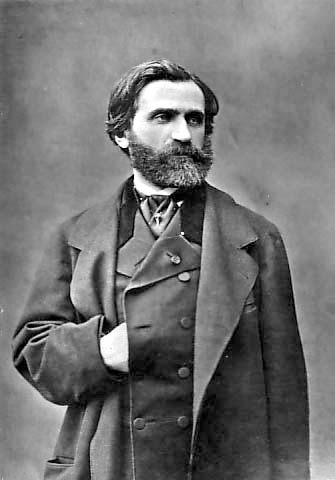
Giuseppe Verdi

De Inno delle nazioni (= Hymne der Natiën) is een cantate van de Italiaanse componist Giuseppe Verdi. Ze werd geschreven ter gelegenheid van de wereldtentoonstelling van 1862 in Londen. Het werk bevat de volksliederen van Frankrijk (de Marseillaise), van het Verenigd Koninkrijk (God Save the King) en van Italië (Il Canto degli Italiani).